# Rhabdoweisia schisti
Rhabdoweisia schisti là một loài rêu trong họ Rhabdoweisiaceae. Loài này được (F. Weber & D. Mohr) Bruch & Schimp. mô tả khoa học đầu tiên năm 1846.